# Bertelsmann Building
L'ex Bertelsmann Building, oggi rinominato 1540 Broadway, è un grattacielo da uffici di 44 piani, alto 223 m (733 piedi) che si trova a Times Square, Manhattan, New York, New York, che dà sulla West 45th Street. 

## Storia
Costruito tra il 1989 ed il 1990, il grattacielo è uno dei pochi a Times Square con uffici di classe A. Tra le aziende che oggi occupano gli uffici dell'edificio ci sono Viacom, China Central Television, KEMP Technologies, Adobe e Pillsbury Winthrop Shaw Pittman, mentre ai piani più bassi troviamo il ristorante a tema Planet Hollywood e le attività commerciali MAC Cosmetics, Disney Store e Forever 21.
L'edificio è stato il quartier generale nordamericano della Bertelsmann, multinazionale tedesca dei mass media, a partire dal 1992 fino al 2004, quando l'azienda lo abbandonò e ne vendette la proprietà. L'intero edificio ospitava gli uffici statunitensi delle attività non centralizzate come quelli di Corporate Development, Corporate Communications così come l'ufficio del presidente e amministratore delegato. Aveva inoltre funzione di quartier generale mondiale per Bertelsmann Music Group e Bertelsmann Book Group; quest'ultima è poi confluita nella Random House. L'edificio mantenne il nome e l'insegna della Bertelsmann verso Broadway finché non venne definitivamente rimossa a fine 2013.
Negli anni '90 la Random House, società controllata dalla Bertelsmann, cercò di costruire, sulla 45ª strada, un grattacielo sul lato opposto a quello dell'azienda madre. I due edifici sarebbero dovuti essere collegati da un ponte illuminato a neon. Quando quest'opzione venne a cadere la Random House Tower venne costruita a 10 isolati di distanza, all'incrocio tra la 56ª strada e Broadway.
Prima del Bertelsmann Building il luogo era occupato dal Loew's State Theatre (1921). Prima del Loew's sul sito sorgeva il "Bartholdi Inn" (1899) che all'epoca era la più famosa pensione per artisti di teatro di New York.